# 7 Lieder
7 Lieder ist das dritte Studioalbum des Sängers und Liedermachers Hannes Wader, erschienen im Jahr 1972 bei Philips.

## Entstehung/Bedeutung
Das Album erschien in einer für Wader sehr schwierigen Zeit. Er war Anfang der 1970er Jahre nach Hamburg gezogen. Eine Zeit lang überließ er seine Wohnung der Terroristin und Mitglied der Rote Armee Fraktion Gudrun Ensslin, die sich als NDR-Reporterin namens Hella Utesch ausgegeben hatte. Dann reiste er per Anhalter durch Europa und ging anschließend mit diesem Album auf Tournee. Die Baader-Meinhof-Gruppe machte seine Wohnung zum Hauptquartier und experimentierte dort mit Sprengstoff. Die Staatsanwaltschaft ermittelte, und Wader wurde von der Bühne weg verhaftet. Seine Karriere schien beendet. Seine Kollegen durchbrachen mit ihrer Solidarität den über ihn verhängten Medienboykott und retteten seine Auftritte, indem sie ihrerseits mit Boykott drohten. 7 Lieder entwickelte sich zu einem gut verkauften Album.

## Titelliste
1. Heute hier, morgen dort (Indian Summer) (G. Bolstad/H. Wader)– 2:59
2. Langeweile (H. Wader) – 8:45
3. Schon so lang‘ (So Long) (A. Campbell/H. Wader) – 3:30
4. Unterwegs nach Süden (H. Wader) – 5:33
5. Der Tankerkönig (H. Wader) – 11:45
6. Rohr im Wind (H. Wader) – 3:05
7. Kokain (Cocaine) (Trad./H. Wader) – 5:22[1]

## Lieder
Das Album beginnt mit dem bekanntesten Titel Waders: Heute hier, morgen dort. Sowohl dieses Stück wie auch Schon so lang‘ basieren auf Titeln englischsprachiger Musiker, für die Wader neue, deutsche Texte schrieb. Es handelt sich um die Lieder Indian Summer (Gary Bolstad) und Been on the Road so Long (Alex Campbell).
Die Gattung des Talking-Blues ist mit den Titeln Langeweile und Der Tankerkönig vertreten. Wader arbeitet hier mit gesellschaftskritischen Textcollagen. Die Geschichte aus Der Tankerkönig findet auf dem Album Kleines Testament von 1976 in Der Putsch eine Fortsetzung.
Kokain veranschaulicht ironisch den Drogenkonsum. Für das Lied stand Cocaine Blues Pate, das wiederum aus dem Traditional Coco Blues (erste aufgenommene Version von Blind Gary Davis) hervorging.
Das Album war praktisch das Ende der gemeinsamen Arbeit mit Werner Lämmerhirt, der sich auf seine Solokarriere konzentrierte. Nur auf den Alben Es ist an der Zeit (1980) und Nie mehr zurück (1991) wirkte er nochmals als Gastmusiker mit.